# Ludwig Graf (Politiker)
Ludwig Graf (* 21. Dezember 1880 in Worblingen; † 15. November 1962 in Singen) war ein deutscher Politiker (DemP, FDP).

## Leben
Graf absolvierte eine Lehre als Mechaniker und arbeitete im Anschluss in Norddeutschland. Nach seiner zweijährigen Militärdienstzeit wurde er 1907 Inhaber einer Reparaturwerkstatt in Singen. Später bestand er die Prüfung als Mechanikermeister. Von 1914 bis 1918 nahm er als Soldat am Ersten Weltkrieg teil. Von 1926 bis 1930 war er Gemeinderat.
Graf trat 1946 in die Demokratische Partei ein, aus der 1948 der Landesverband der FDP Südbaden hervorging. 1946 wurde er Stadtrat in Singen. Von 1946 bis 1947 war er Mitglied der Beratenden Landesversammlung des Landes Baden.